# Good Bye (미나의 음반)
《Good Bye》(굿 바이)는 대한민국의 가수인 미나의 5번째 싱글 음반이다. 2011년 8월 18일에 발매되었다. 피아노와 현악기 간의 어쿠스틱 편곡이 특징이며 남자와 이별하는 여자의 슬픈 심정을 당당하게 표현하고 있다.

## 수록곡
| #            | 제목                    | 작사         | 작곡         | 편곡         | 재생 시간 |
| ------------ | ----------------------- | ------------ | ------------ | ------------ | --------- |
| 1.           | 〈Good Bye〉            | 한지은       | 김동영       | 김동영       | 03:08     |
| 2.           | 〈Good Bye (CHN ver.)〉 | 한지은       | 김동영       | 김동영       | 03:08     |
| 3.           | 〈Good Bye (Inst.)〉    |              | 김동영       | 김동영       | 03:08     |
| 총 재생 시간 | 총 재생 시간            | 총 재생 시간 | 총 재생 시간 | 총 재생 시간 | 09:24     |